# やながせ倉庫

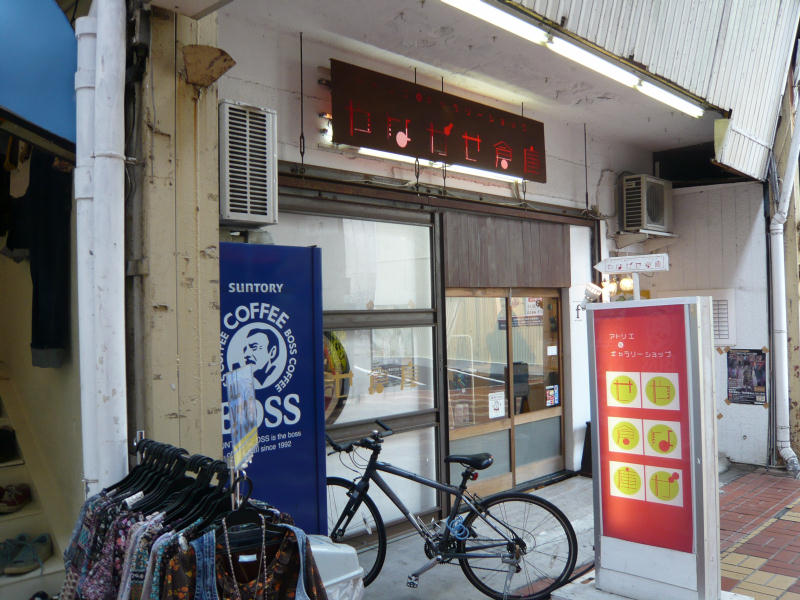
やながせ倉庫

やながせ倉庫は、岐阜県岐阜市の柳ヶ瀬商店街にある、様々な店舗が入居しているアトリエビルである。

## 概要
柳ヶ瀬の空きビルを利用。
所在地 : 岐阜県岐阜市弥生町十番地。
東海地区最大のつくる人の祭典クリエーターズマーケットを主催する相羽寿郎のプロデュースによる製作、創造空間。
昭和30年代に建てられた迷路のような古ビルの複雑なつくりそのまま生かし、ここでそれぞれが自由なスタイルで活動を展開中。
2014年（平成26年）夏の時点で30部屋にまで拡大。
営業時間は入居している店舗毎に異なる。

## 年表

### 2011年3月
- 101号室のfeeleseenceにて『巡る、みつばち　岐阜』を開催。
- 1号館の北側に2号館がオープンする。

### 2011年4月
- 104号室：ENTADA 入居。

### 2011年5月
- 203号室：レディース鍼灸院　はりきゅうHARU 入居。

### 2011年6月
- 201号室：A.L.C.cafe（エーエルシーカフェ）入居。

### 2011年8月
- 106号室：linefoltGALLERYにて『TORI展』を開催。

## 入居店舗

### 1号館
木造スペース入口：bicabooks
- 101号室
- 102号室：古着屋 palette
- 103号室
- 104号室
- 105号室
- 106号室：comoc
- 107号室：アトリエ・トコロテン
- 108号室
- 112号室：意志雄プロ

### 2号館
- 201号室：soto
- 202号室：bicafe（ビッカフェ）
- 203号室：はりきゅう　HARU-for Ladies-
- 206号室：Loop thrift store

### 3号館
- 301号室
- 302号室：古道具 mokkumokku
- 304号室：やながせ倉庫団地
- 305号室：雑貨店 カラスノス

### 屋上
- 878倶楽部

## 過去の入居店舗
- 木造スペース入口：アラスカ文具店（2011年（平成23年）4月11日より柳ヶ瀬商店街内に出店）
- 107号室：休日のアラスカ文具店（2011年（平成23年）4月10日まで入居）
- 101号室：feel essence（2012年（平成24年）12月まで入居）

## 過去のイベント
- 長良川おんぱく「はちみつしぼりとやながせ倉庫ぐるりツアー」[3]
- bicafe（ビッカフェ）で岡大介さん独演会[4]
- 屋上でヨガ教室[5]
- REXオープニングイベント[6]